# Stanak

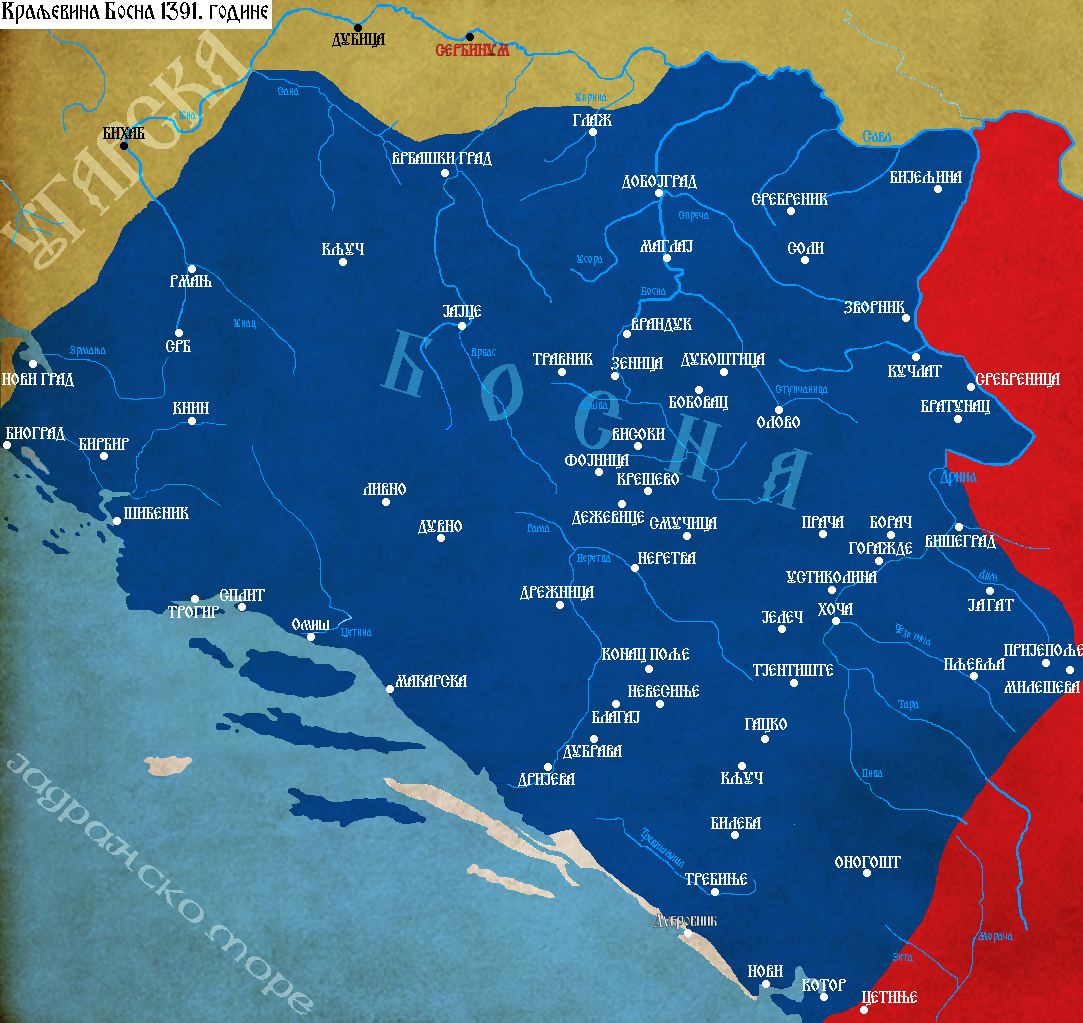
Cartina del regno di Bosnia al momento della sua massima estensione sotto Tvrtko I nel 1390

Stanak (in alfabeto cirillico bosniaco Сmɖɴɖк; in alfabeto cirillico serbo Станак) è il termine più comunemente usato per indicare le assemblee che interessavano la nobiltà nella Bosnia medievale. L'assemblea, nota anche come Rusag (dalla parola ungherese orszag, che significa "Stato" o "nazione"), Rusag bosanski, Zbor, Sva Bosna (che significa "Tutta la Bosnia") o semplicemente Bosna, con i funzionari della Repubblica di Ragusa che utilizzano anche diversi termini in latino. Di genere maschile, il termine stanak sve zemlje Bosne è attestato per la prima volta in un documento di Tvrtko I nel 1354. La sua influenza raggiunse l'apice tra il 1390 e il 1420. Lo storico serbo Sima Ćirković e la maggioranza degli altri studiosi dell'ex Jugoslavia ritenevano che l'esistenza dello stanak dimostrasse l'unità e il senso di appartenenza all'identità e all'integrità bosniaca, ma illustrasse anche la debolezza dell'autorità regnante e la decentralizzazione dello Stato, come sostenuto dallo storico statunitense John Van Antwerp Fine Jr.
Il diritto di partecipare alle sedute dello stanak spettava a tutti gli knjaz bosniaci, dai principali latifondisti alla piccola nobiltà, noti collettivamente come vlastela, ma il peso preponderante era ricoperto da una cerchia aristocratica abbastanza ristretta, ovvero quella più elitaria. Lo stanak veniva convocato quando necessario, di solito dal monarca regnante, che lo presiedeva e ne dirigeva l'organizzazione. Se il sovrano era maschio, la moglie godeva del diritto di partecipare, ma non i figli. Anche il clero della Chiesa bosniaca, che spesso veniva considerata di tendenze bogomiliste, non appartenente alla vlastela, era escluso, ma influenzava il processo decisionale dello stanak attraverso i grandi aristocratici con cui coltivava i rapporti più saldi. I magnati della Bosnia potevano anch'essi convocare uno stanak quando lo Stato si trovava nelle condizioni di dover sopperire a gravi crisi interne, come nel caso di crisi di successione o deposizione del sovrano, conflitti interni o guerre. Di solito si svolgeva in una qualsiasi delle località dove il monarca vantava una propria corte, ovvero a Mile, Milodraž, Bobovac, Kraljeva Sutjeska e Jajce.
Lo stanak godeva di ampio potere e autorità, deliberando su questioni come l'elezione del nuovo re o regina e l'incoronazione, la politica estera, la vendita o la cessione di terre, la stipula e la firma di trattati con i Paesi vicini e gli affari militari. I documenti emessi dai monarchi si basavano inevitabilmente sulle decisioni assunte durante uno stanak; a mano a mano che il potere reale si indebolì durante la prima metà del XV secolo, l'autorità degli aristocratici e dello stanak stesso accrebbero.